# Landschaftspark Mechtenberg

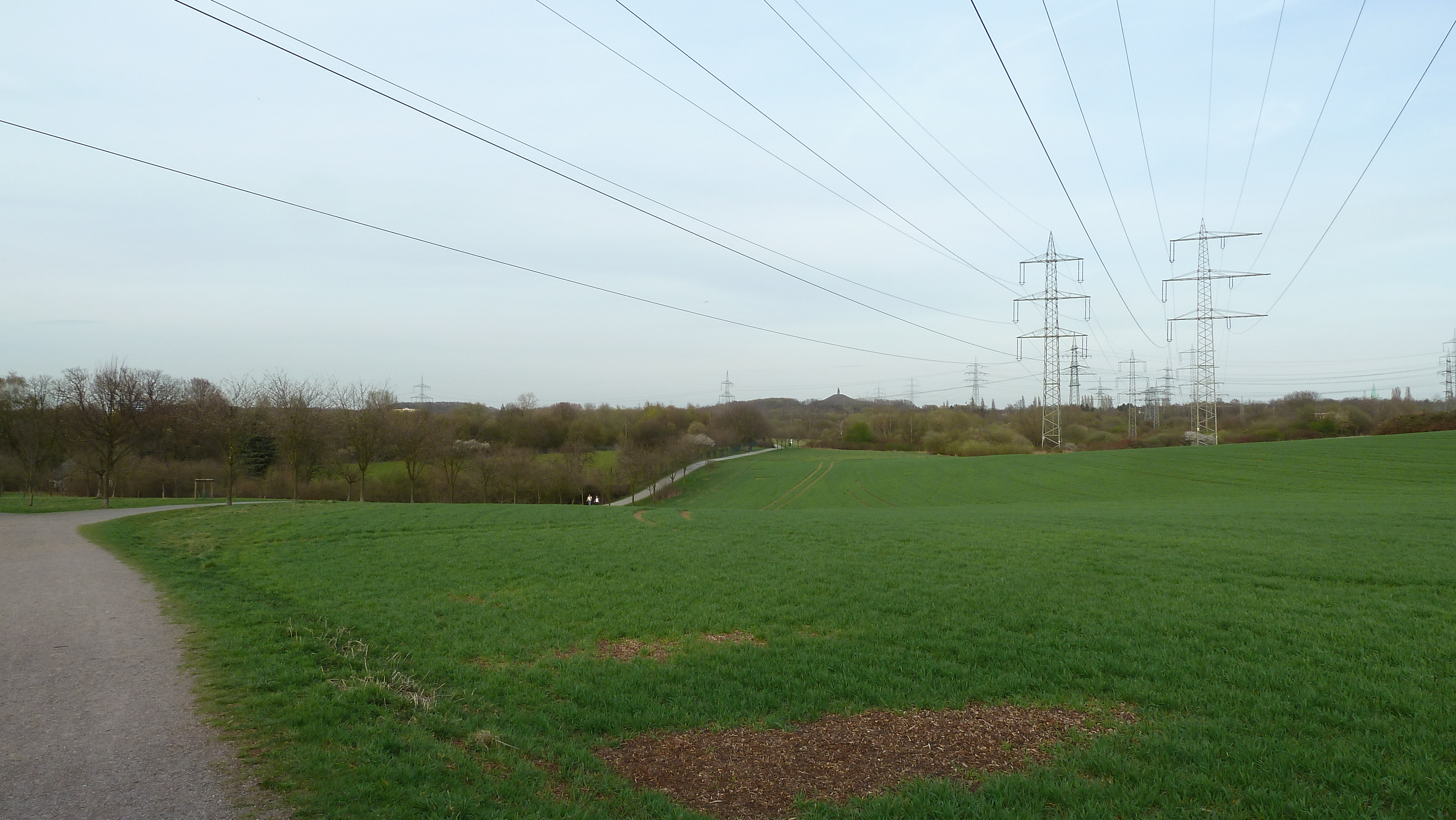
Landschaftspark Mechtenberg, im Hintergrund ist die Halde Rheinelbe zu sehen

Der Landschaftspark Mechtenberg liegt in Gelsenkirchen mit kleineren Teilflächen auf Bochumer und Essener Gebiet. Er ist 290 Hektar groß.

## Geschichte

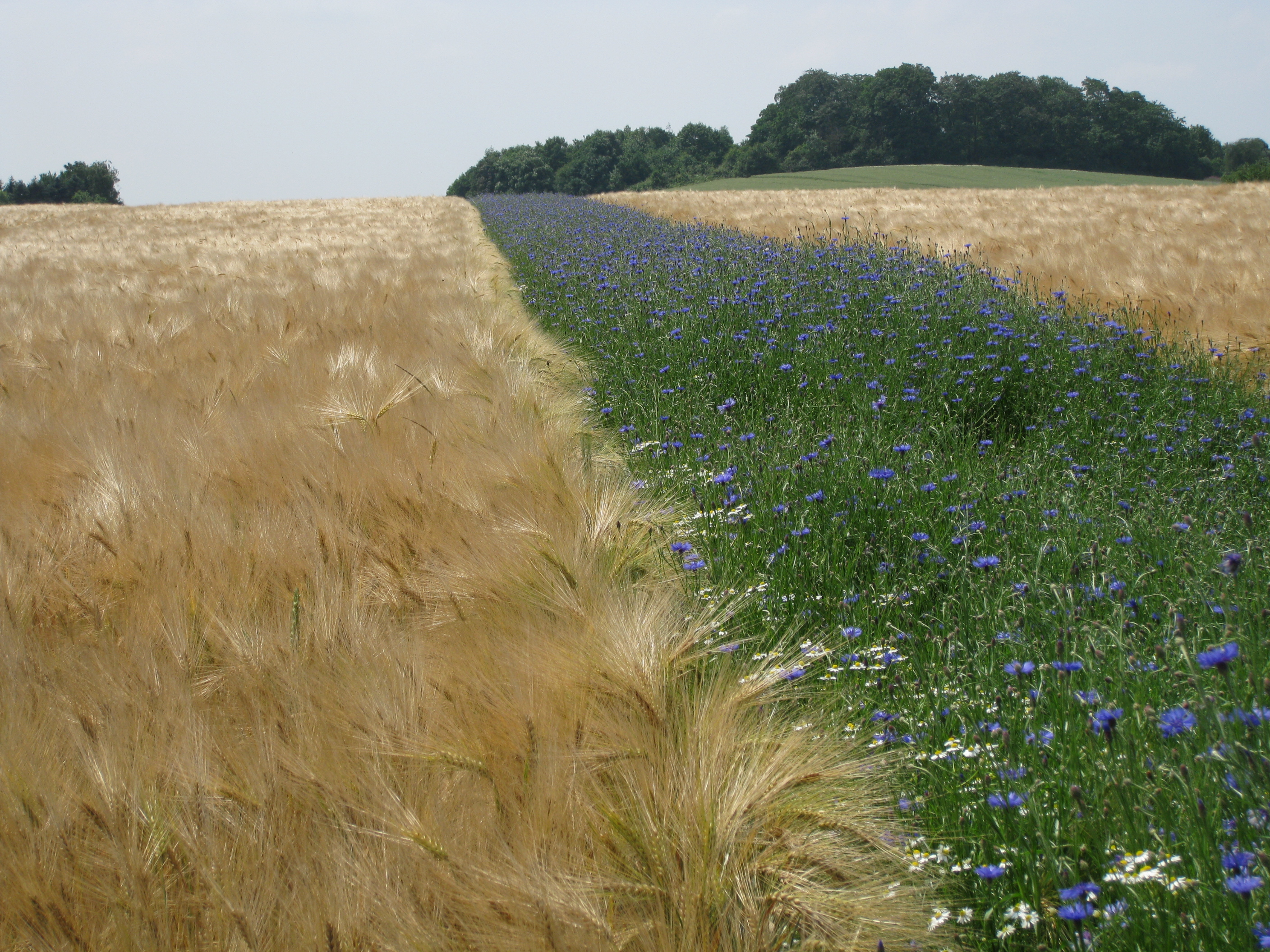
Feldversuch am Mechtenberg im Rahmen der RUHR.2010

1999 wurde der vom Kommunalverband Ruhrgebiet (Vorläufer des Regionalverbandes Ruhr) umgestaltete Park der Bevölkerung übergeben. Im Rahmen der IBA wurden der Mechtenberg als einzige natürliche, eiszeitbedingte Erhebung in der Emscher-Region sowie eine Bergehalde und eine ehemalige Deponie am Nattmannsweg dafür durch Baumpflanzungen an Alleen und in Aufforstungen, mit Obstwiesen, einen Baumkreis und Rad- und Wanderwegen aufgewertet.
Der Mechtenberg selbst war ursprünglich 99 Meter hoch, seine Höhe hat sich aber durch Bergsenkungen inzwischen auf 84 Meter reduziert. Auf dem Berg steht der 1900 erbaute Bismarckturm der Stadt Essen, da sich der Gipfel auf Essener Stadtgebiet befindet. Er wird zusammen mit der Halde Rheinelbe als „Experimentierfeld: zwei Berge – eine Kulturlandschaft“ bezeichnet, in dem sich Natürlichkeit und Künstlichkeit als einander ergänzende Gegensätze darstellen. Am Eingang der rekultivierten Deponie installierte der Künstler Thomas Link 1998 vier 2,60 m hohe Basaltsäulen als „Klangfeld der Steine am Mechtenberg – zum Thema Kreuz“. 

## Lage
Durch den Landschaftspark verläuft der Emscher Park Radweg. Im Osten erfolgt ein Anschluss entlang der ehemaligen Kray–Wanner Bahn und der Halde Rheinelbe bis zur Erzbahntrasse, im Westen kann über den heutigen „Zollvereinweg“ die Zeche Bonifacius und das Gelände des Weltkulturerbes Zollverein erreicht werden.  
Das Gebiet wird durch die kanalisierten Vorfluter des Leither Bachs und des Schwarzbachs sowie durch die B 227 zerschnitten. Für die Wege wurden deshalb neue Brückenbauwerke errichtet, die Entwürfe gestaltete Frei Otto.

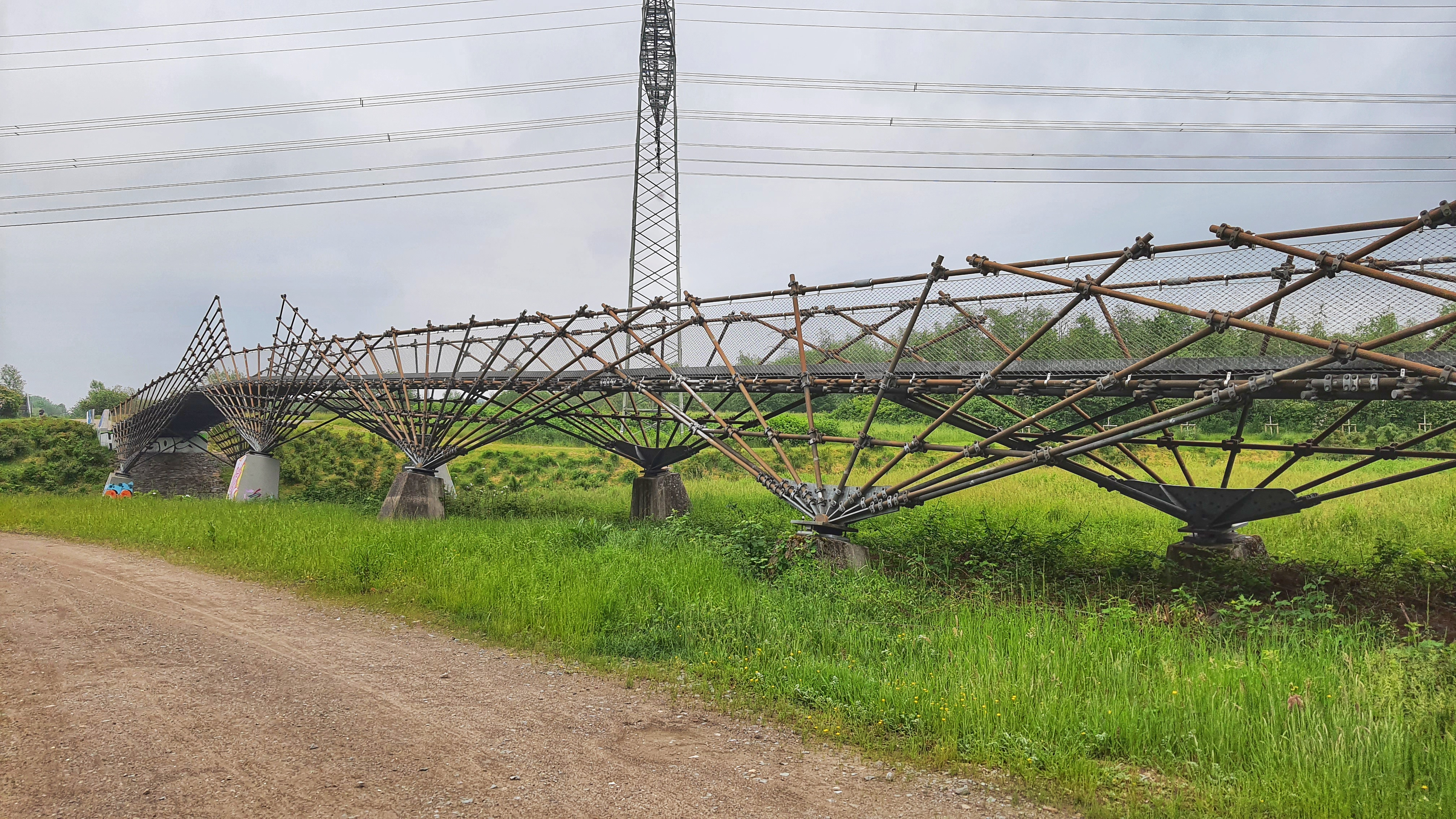
Mechtenbergbrücke

Im Rahmen des Projekts Umbau des Emschersystems werden weitere Renaturierungen an den Bächen durchgeführt werden, die bereits in den Entwicklungskonzepten der Städte verankert sind. 
Am Rande des Landschaftsparkes liegen die Zeche und Halde Rheinelbe, die Zeche Bonifacius, die Siedlung Flöz Dickebank, das Haus Achternberg und das Marienhospital Gelsenkirchen. 

## Naturschutz
Im Landschaftspark befinden sich die beiden Naturschutzgebiete Mechtenberg:
- das 13 Hektar große Gebiet in Gelsenkirchen (Gebietsnummer GE-017), bestehend aus einer Feuchtwiese, einer offenen Wasserfläche und zwei Brachflächen wurde gesichert zum Schutz der Flächen als Rast- und Brutplatz für Vögel und zur Optimierung der Flächen als Laichplatz für Amphibien, und
- der 30 Hektar große Teil auf Essener Gebiet (E-005), angelegt zur Erhaltung der erdgeschichtlich bedeutsamen Bergkuppe (Zeugenberg).

Die dort vielfach wild wachsenden Goldruten werden unter anderem von der Feldlerche als Kornfeldersatz angenommen.